# Jenna's American Sex Star
Jenna's American Sex Star es un concurso de tipo reality para adultos, emitido en el canal Playboy TV en Estados Unidos y presentado por la actriz porno Jenna Jameson.
El concurso, creado y presentado por Jenna Jameson, consiste en que varias actrices porno compiten ante un jurado y los espectadores por un contrato exclusivo con ClubJenna, la productora de la actriz porno Jenna Jameson.
Las actrices porno concursantes han de gustar y seducir al jurado y a los espectadores con su físico y demostrando sus habilidades sexuales, decidiendo estos quién es la más meritoria de un contrato exclusivo con ClubJenna.
Cada edición del concurso cuenta con un reducido número de episodios (unos 5).
En cada episodio, cuatro actrices porno diferentes concursan. El jurado elimina a 2 de las concursantes, y las otras 2 no eliminadas reciben los votos del público para ser seleccionadas como semifinalistas.
Tras haberse seleccionado varias semifinalistas, los espectadores votan para elegir a la ganadora.
En la actualidad han tenido lugar dos ediciones del concurso, la primera entre noviembre de 2005 y enero de 2006, y la segunda en julio de 2006.
La ganadora de la primera edición fue la actriz porno estadounidense Brea Bennett, siendo la ganadora de la segunda edición del concurso la actriz porno británica Roxy Jezel.
En la actualidad ambas continúan trabajando activa y exclusivamente para ClubJenna.
El jurado de la primera edición estaba compuesto por el actor porno Ron Jeremy, la exactriz porno de los 80 Christy Canyon y el actor y director porno Jim Powers. En la segunda edición, el jurado estaba formado por el actor y director porno Jim Powers de nuevo, junto con el director porno y exmarido de Jenna Jameson, Jay Grdina, y junto a la personalidad de la televisión reality en Estados Unidos Jenna Lewis.
- Datos: Q1686906